# Beneberg (Calvörde)
Der Beneberg ist eine etwa 77,5 m ü. NHN hohe Erhebung der Calvörder Berge bei Velsdorf. Er liegt bei Velsdorf im Gemeindegebiet von Calvörde im sachsen-anhaltischen Landkreis Börde.

## Geographie

### Lage
Der Beneberg ist die nördlichste Erhebung der Calvörder Berge. Er erhebt sich direkt nordöstlich des Dorfs Velsdorf. In Richtung Nordosten fällt seine Landschaft zum nahen Mittellandkanal ab. Südöstlich liegt der Strahlenberg (83,4 m), südlich der Lange Berg (106 m), südwestlich der Lauseberg (90,5 m) und westsüdwestlich der Rosenberg (75,5 m). Südlich vorbei am Berg verläuft durch das Waldgebiet Isernhagen die Kreisstraße 1651 (Calvörde–Velsdorf).

### Naturräumliche Zuordnung
Der Beneberg gehört in der naturräumlichen Haupteinheitengruppe Weser-Aller-Flachland (Nr. 62), in der Haupteinheit Ostbraunschweigisches Flachland (624) und in der Untereinheit Obisfelder-Calvörder Endmoränenplatten (624.5) zum Naturraum Calvörder Hügelland (624.53).

## Beschreibung und Geschichte
Zwischen dem Beneberggipfel und Velsdorf liegen am Dorfrand zwei Fußballplätze. Der westliche Teil des Berges ist von Feldern, der östliche von Nadelwald bedeckt. Früher wurde der Beneberg landwirtschaftlich genutzt.